# Fritz Brather
Fritz Brather (* 29. November 1880 in Unternbibert; † 20. Mai 1945) war ein deutscher Pädagoge, Schriftsteller und Heimatforscher.

## Leben
Der aus einer Lehrerfamilie stammende Brather besuchte das Gymnasium in Ansbach und studierte von 1901 bis 1906 Anglistik und Romanistik an den Universitäten Erlangen, München, Grenoble und Edinburgh. Nach verschiedenen privaten Anstellungen ging er 1910 an das städtische Realgymnasium Frankenhausen, dessen Direktor er 1916 wurde. 1930 rief er die Thomas-Müntzer-Festspiele ins Leben. 1944 schied er aus dem Schuldienst aus, einer der Gründe war die nach nationalsozialistischer Vorstellung „halbjüdische“ Abstammung seiner geschiedenen Ehefrau.
Sein schriftlicher Nachlass befindet sich heute im Thüringischen Staatsarchiv Rudolstadt. In Bad Frankenhausen wurde eine Straße nach ihm benannt.

## Werke
- Schülerwanderungen: Eine Zielweisung zur geistigen künstlerischen und sittlichen Bereicherung auf Wanderfahrten. Quelle & Meyer, Leipzig 1922.
- mit Karl Lütge: Harz und Kyffhäuser: Ein Heimatbuch (= Brandstetters kleine Heimatbücher. Bd. 4). Brandstetter, Leipzig 1926.
- Bilder aus Frankenhausens Vergangenheit. Werneburg, Bad Frankenhausen 1930.
- (hrsg.) mit Leonhard Strickel: Brautzug im Frühling. Nach dem gleichnamigen Bildnis von Ludwig Richter (= Das neue Spiel. Bd. 3). Strauch, Leipzig o. J. (1930).